# غرة (تقويم)
الغُرَّة هو اليوم الأول من كل شهر في التقويم الرومي. الكلمة الإنجليزية للتقويم Calendar مشتقة من هذه الكلمة.[بحاجة لمصدر]